# Липецький тролейбус
Липецький тролейбус (рос. Липецкий троллейбус) — недіюча тролейбусна система міста Липецьк.
Експлуатацію тролейбусної мережі здійснювало МУП МЕТ, єдине тролейбусне депо було розташоване в 10-му мікрорайоні.

## Історія

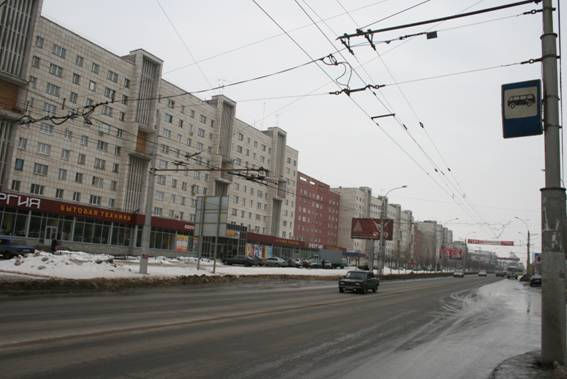
Контактна мережа на проспекті Перемоги

У 1971 році в Липецьку відкрилося тролейбусне депо на 100 машин в 10-му мікрорайоні. А вже 31 грудня того ж року відбулася пробна поїздка липецького тролейбуса.
Комерційне використання липецької тролейбусної мережі стартувало 1 лютого 1972 року. Перша лінія пролягла від 10-го мікрорайону через вокзал вулицею Терешкової і проспектом Перемоги до Кільцевої площі. Маршрут № 1 поєднав вокзал і 10-й мікрорайон.
У вересні 1972 року побудували лінію від Кільцевої до 10-ї школи на Тракторному. Запущено маршрут «10 мкрн — 10 школа». Тоді ж проклали лінію від 10 школи до площі Миру. Вводиться в експлуатацію маршрут «10 мкрн — пл. Миру».
У серпні 1975 року лінія пройшла вулицями Космонавтів, Гагаріна до площі Плеханова. На початку 1978 року — від площі Плеханова Саперним спуском, Октябрською вулицею, мостом № 1 (Петровським мостом) до Лісової вулиці. Наприкінці 1978 року — від Лісової вулиці до азотно-тукового виробництва (АТП), а в 1979 році — від АТП до Тракторного.
На початку XXI століття в Липецьку почали активно боротися з трамвайним рухом. У 2003 році була відкрита тролейбусна лінія на район «Сокол» замість демонтованої трамвайної, в наступному 2004 році — на вулиці Недєліна.
У 2005 році було відкрито рух тролейбусів по вулиці Катукова. Таким чином загальна довжина мережі липецького тролейбуса склала 80 км.
14 серпня 2017 року стало останнім днем роботи системи. 15 серпня о 0:29 останній тролейбус, що працював на маршруті № 1, заїхав у депо.

## Маршрути
Станом на серпень 2010 року в Липецьку діяло 9 тролейбусних маршрутів:
| №  | Початковий пункт      | Кінцевий пункт   | Примітки |
| -- | --------------------- | ---------------- | --- |
| 1  | Залізничний вокзал    | площа Клименкова | |
| 2  | вулиця Вермишева      | вулиця Вермишева | Кільцевий: ч/з вул. Космонавтів — вул. Терешкової — пл. Перемоги — просп. Перемоги — вул. Водопьянова — вул. Берзина                                                            |
| 4  | Технічний університет | площа Металургів | Скасований у листопаді 2012 року |
| 6  | 10-й мікрорайон       | площа Металургів | Скасований з 27 жовтня 2013 року |
| 7  | 10-й мікрорайон       | площа Клименкова | Скасований з 27 жовтня 2013 року, з 13 квітня 2015 року відновлений на літній період                                                                                            |
| 8  | 10-й микрорайон       | площа Металургів | |
| 9  | площа Петра Великого  | 10-й мікрорайон  | |
| 11 | вулиця Вермишева      | вулиця Вермишева | Кільцевий: ч/з вул. Берзина — вул. Водопьянова — просп. Перемоги — пл. Перемоги — вул. Терешкової (із заїздом на залізничний вокзал) — вул. Космонавтів. Скасований у 2011 році |
| 12 | Залізничний вокзал    | площа Клименкова | |

На момент закриття тролейбусного руху діяли такі маршрути:
| № | Початковий пункт     | Кінцевий пункт   | Примітки |
| - | -------------------- | ---------------- | --- |
| 1 | Залізничний вокзал   | площа Клименкова | |
| 2 | вулиця Вермишева     | вулиця Вермишева | Кільцевий: ч/з вул. Космонавтів — вул. Терешкової — пл. Перемоги — просп. Перемоги — вул. Водопьянова — вул. Берзина |
| 7 | 10-й мікрорайон      | площа Клименкова | Відновлений з 13 квітня 2015 року                                                                                    |
| 9 | площа Петра Великого | 10-й мікрорайон  | |

## Рухомий склад

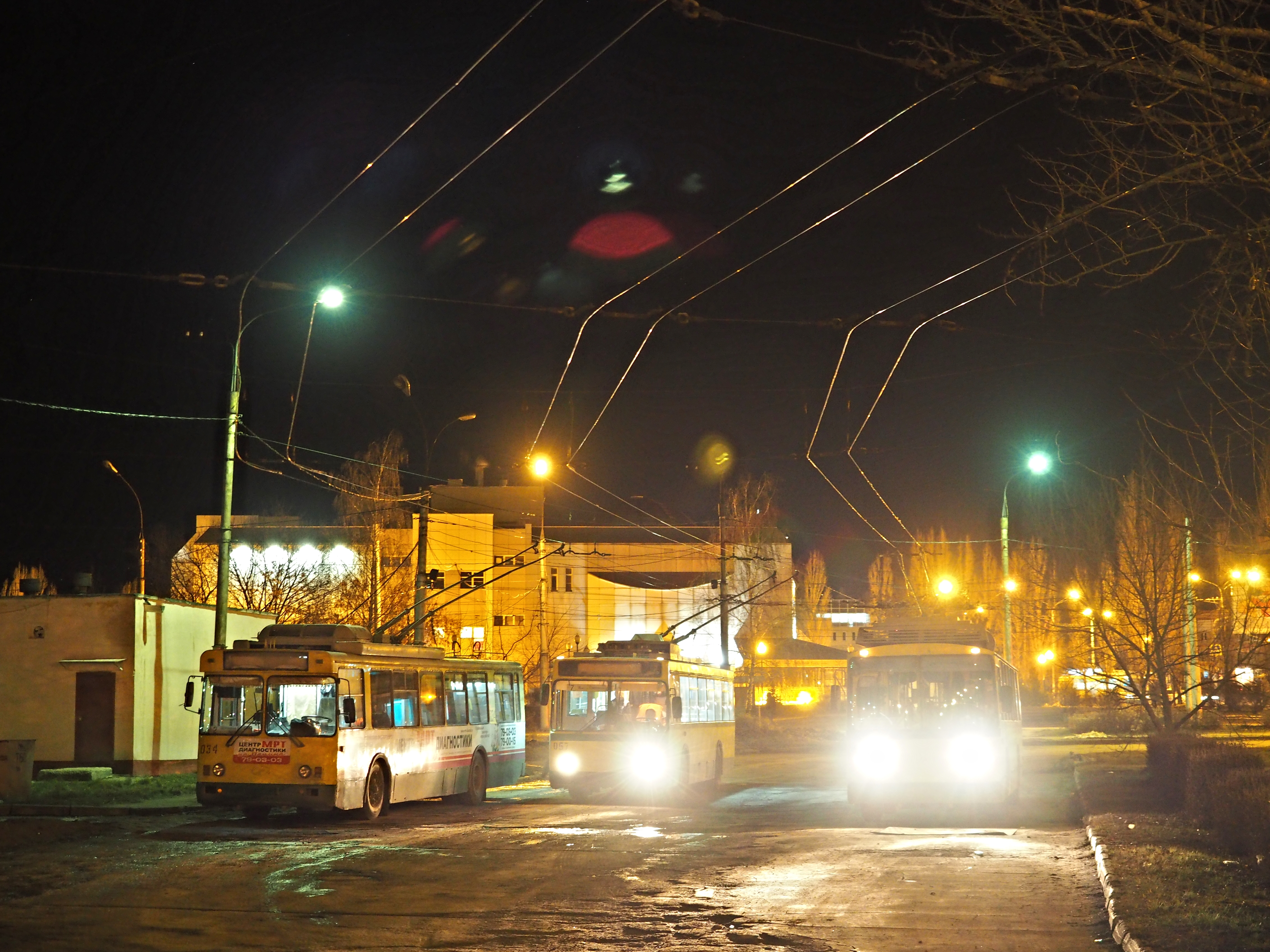
Тролейбуси на к/ст «Кільце 9-го мікрорайону»

У Липецьку експлуатувалися тролейбуси таких моделей:
| Модель       | Кількість | Бортові номери                                                                     |
| ------------ | --------- | ---------------------------------------------------------------------------------- |
| ЗіУ-682      | 64        |                                                                                    |
| АКСМ-101     | 8         | 005, 016, 017                                                                      |
| ВМЗ-5298     | 11        | 031, 050—052, 054—059, 063                                                         |
| БТЗ-5276-04  | 25        | 010, 023, 026, 028, 030, 032—041, 043, 045, 048, 062, 064, 066, 067, 071, 072, 107 |
| ВЗТМ-5284    | 16        | 121-132, 134—137                                                                   |
| ЗіУ-682Г-016 | 7         | 008, 025, 138—142                                                                  |